# Blanca Busquets i Oliu
Blanca Busquets i Oliu (Barcelona, 20 de marzo de 1961) es una escritora, filóloga y periodista catalana.

## Biografía
Nacida en Barcelona, y muy arraigada a Cantonigròs, enseguida fue a vivir en Pamplona donde su padre trabajaba y se estuvo hasta el año 1972. En Pamplona estudió en una escuela francesa y aprendió a leer y a escribir en francés primero y en castellano después, a la vez que leía música. Después volvieron a Cataluña y se instalaron en Barcelona donde continuó los estudios musicales. Formó parte de varios coros y tocó durante diez años en lo Orquesta Juventud Percusionista de Cataluña. Cuando niña ya fue introducida en la danza clásica y bailó hasta los veinticinco años. Trabajó de voluntaria al Centro Penitenciario Can Brians donde dirigió el coro SiFaSol del 2001 al 2003.
Su formación musical la ha ayudado a trabajar de locutora al programa Hidrògen del Canal 33 y, durante siete años de redactora del programa de música clásica de la Televisión de Cataluña.
Es una de las fundadoras del Festival Internacional de Música de Cantonigròs y continúa siendo miembro del comité organizador. Trabaja desde 1986 a las emisoras de Catalunya Ràdio, como realizadora y guionista, tocando diferentes aspectos del panorama radiofónico. También escribe periódicamente al diario digital Osona.com.
Además de participar en clubes de lectura, ha hecho charlas, presentaciones y conferencias en toda Cataluña, en varios lugares del estado español, y en ciudades como la Alguer, Moscú, Leipzig, Berlín y Cracòvia. Formará parte de la delegación de escritores catalanes en la feria de Varsovia 2016. 
Ha ganado el premio Librero 2011 por La nevada del cucut, y el premio Alghero Donna de literatura y periodismo 2015 por la traducción al italiano de La casa del silencio.

## Obras publicadas[2]
- Presó de neu. Barcelona: Proa, 2003.
- El jersei. Barcelona: Rosa dels Vents, 2006.
- Tren a Puigcerdà. Barcelona: Rosa dels Vents, 2007.
- Vés a saber on és el cel. Barcelona: Rosa dels Vents, 2009.
- La nevada del cucut. Barcelona: Rosa dels Vents, 2010.
- La casa del silenci. Barcelona: Rosa dels Vents, 2013.
- Paraules a mitges. Barcelona: Rosa dels Vents, 2014.
- Jardí a l'obaga. Barcelona: Proa, 2016.
- La fugitiva. Barcelona: Proa, 2018.
- El crit (2019)

## Obras traducidas[3]
Al alemán:
- Die Woll-Lust der Maria Dolors [El Jersey]. Múnic: DTV, 2001. (Trad. Ursula Bachhausen). También ha salido publicado en audiobook en 4 CD por la editorial Der Hörverlag, 2011
- Bis dass der Zufall uns vereint [Ve a saber donde es el cielo]. Múnic: DTV, 2011. (Trad. Ursula Bachhausen)
- In jener sternenklaren Nacht [Paraules a mitges].  Colònia: Bastei Lübbe, 2016. (Trad. Ursula Bachhausen)

Al castellano:
- A saber dónde está el cielo [Vés a saber on és el cel]. Barcelona: Plaza & Janés, 2009. (Trad. Cruz Rodríguez Juiz)
- La nevada del cuco [La nevada del cucut]. Barcelona: Grijalbo, 2012. (Trad. Cruz Rodríguez Juiz)
- La casa del silencio [La casa del silenci]. Barcelona: Grijalbo, 2013. (Trad. Cruz Rodríguez Juiz)
- Palabras a medias [Paraules a mitges]. Barcelona: Grijalbo, 2014. (Trad. Cruz Rodríguez Juiz)

Al francés:
- Un cœur en silence [La casa del silencio]. París: Las Escaleras, 2015. (Trad. Catalina Salazar)

Al italiano:
- Lo ultima nieve di primavera [La nevada del cucut]. Milà: Piemme, 2013. (Trad. Giuseppe Tavani)
- La vita in ogni respiro [La casa del silencio]. Milà: Piemme, 2014. (Trad. Giuseppe Tavani)

Al noruego:
- Stillhetens hus [La casa del silencio]. Cappelen Damm, 2014. (Trad. Kaja Rindal Bakkejord)

Al polaco:
- Półsłówka [Palabras a medias]. Varsovia: W.A.B., 2015. (Trad. Katarzyna Górska)

Al ruso:
- Svíter [El Jersey]. Moscú: Inostranka, 2008. (Trad. Ekaterína Gúshina)

Guiones de ficción emitidos por Catalunya Ràdio para los programas:
- Pànic. 1990-1991.
- Inèdit. 1990-1991.
- Un marcià a la banyera. 1994.
- A cau d'orella. 1994-1995.
- En mànigues de camisa. 1996-1997.
- La nit dels ignorants. 1996-1997.
- El fons de la qüestió. 2008.
- Geografia Humana. 2008-2009.